# Theloderma moloch
Theloderma moloch là một loài ếch trong họ Rhacophoridae. Chúng được tìm thấy ở Ấn Độ, có thể cả Bhutan, và có thể cả Trung Quốc.
Các môi trường sống tự nhiên của chúng là các khu rừng ẩm ướt đất thấp nhiệt đới hoặc cận nhiệt đới, các khu rừng vùng núi ẩm nhiệt đới hoặc cận nhiệt đới, vùng đất ẩm có cây bụi nhiệt đới hoặc cận nhiệt đới, và đất ngập nước với cây bụi là chủ yếu. Loài này đang bị đe dọa do mất môi trường sống.

## Hình ảnh
- Tập tin:Reptiles and amphibians of Pakke Tiger Reserve.pdf